# The Green Hornet (2011)
The Green Hornet (Brasil: O Besouro Verde / Portugal: Green Hornet) é um filme americano de 2011, dos gêneros ação e comédia, baseado no personagem de mesmo nome que teve origem em um programa de rádio na década de 1930 e já apareceu em série de televisão, história em quadrinhos e outras mídias. Dirigido por Michel Gondry, o filme é estrelado por Seth Rogen, Jay Chou, Christoph Waltz e Cameron Diaz.
O filme foi lançado na América do Norte em 14 de janeiro de 2011, em versões como RealD Cinema e IMAX 3D.

## Elenco
- Estúdio: Delart (RJ)
- Mídia: Cinema / Blu-ray / DVD / TV Paga / Televisão
- Direção e Tradução: Manolo Rey

| Personagem                         | Ator / Atriz       | Dublagem           |
| ---------------------------------- | ------------------ | ------------------ |
| Britt Reid / Besouro Verde         | Seth Rogen         | Guilherme Briggs   |
| Kato                               | Jay Chou           | Philippe Maia      |
| Benjamin Chudnofsky / Sanguenofsky | Christoph Waltz    | Élcio Romar        |
| Lenore Case                        | Cameron Diaz       | Sheila Dorfman     |
| James Reid                         | Tom Wilkinson      | Reinaldo Pimenta   |
| Promotor Frank Scanlon             | David Harbour      | Maurício Berger    |
| Mike Axford                        | Edward James Olmos | Carlos Seidl       |
| Popeye                             | Jamie Harris       | Ronaldo Júlio      |
| Chili                              | Chad L. Coleman    | Jorge Vasconcellos |
| Tupper                             | Edward Furlong     | Manolo Rey         |
| Ana Lee                            | Analeigh Tipton    | Márcia Morelli     |
| Danny Crystal Cleer                | James Franco       | Alexandre Moreno   |
| Jovem Britt                        | Joshua Erenberg    | Eduardo Drummond   |
| Empregada                          | Irene White        | Marisa Leal        |
| Político                           | Robert Clotworthy  | Leonardo Serrano   |
| Repórter do Sentinela              | Jill Remez         | Rita Lopes         |
| Repórter do Sentinela              | Joe O'Connor       | Duda Espinoza      |
| Repórter do Sentinela              | Morgan Rusler      | Hércules Fernando  |
| Locutor e Placas                   |                    | Malta Júnior       |

## Sinopse
Britt Reid é um milionário imaturo e irresponsável de 28 anos de idade, filho do viúvo James Reid, editor e proprietário do jornal de Los Angeles The Daily Sentinel ("O Sentinela Diário"). Pai e filho nunca se deram bem e quando James é encontrado morto devido a uma reação alérgica em função da picada de um inseto, Britt demite todos os empregados domésticos do pai. Um dos demitidos é o mecânico asiático Kato, que acaba sendo recontratado quando Britt descobre que era ele quem fazia o excelente café que tomava diariamente.
Ao contar ao patrão o segredo de seu café ser tão bom, Kato se revela um inventor genial e um mestre das artes marciais. Os dois se tornam amigos e saem à noite para beber e farrear num carro todo equipado por Kato e acabam espancando uma gangue de traficantes que ameaçava um casal na rua. Britt fica entusiasmado e propõe a Kato começarem a agir como super-heróis diferentes, fazendo com que todos pensem que são vilões. Para dar prosseguimento a seus planos, Britt contraria o veterano editor Mike Axford e faz seu jornal dar imensa publicidade e grandes manchetes ao novo vilão, apelidado de "Besouro Verde". Ele começa a ir diariamente ao jornal para orientar a campanha e contrata a bela e inteligente secretária Lenore Case, especialista em jornalismo e criminologia. A moça usa seus conhecimentos para "prevêr" os próximos passos do Besouro Verde e Britt aproveita essas ideias para pô-las em prática durante a noite. Mas as coisas começam a sair do controle quando ele e Kato são igualmente atraídos amorosamente por Lenore e acabam brigando. Além disso, suas ações afetam os negócios na cidade do poderoso mafioso russo Benjamin Chudnofsky que resolve se livrar do Besouro.

## Desenvolvimento
A revista Variety noticiou em outubro de 1992 que O Besouro Verde tinha os direitos representados pela Leisure Concepts Inc. e que a sua comercialização estava no "limbo", apesar de já estar em curso negociações com a Universal Pictures. Em setembro de 1993, Chuck Pfarrer havia finalizado o roteiro. Rich Wilkes foi contratado para reescrever o roteiro de Pfarrer e que teria levado George Clooney a assinar um contrato para atuar no filme. Clooney saiu do projeto em dezembro de 1995 para protagonizar Batman e Robin e Greg Kinnear foi cogitado para o papel do Besouro Verde. Jason Scott Lee tinha assinado na mesma época para atuar como Kato. A Universal contratou o diretor de videoclips Michel Gondry em janeiro de 1997 para dirigir o que seria o seu primeiro filme de longa-metragem. Gondry reescreveu o roteiro de Wilkes junto de Edward Neumeier. Ao sair do projeto ele afirmou (em tradução livre) "após um ano e meio, o projeto foi engavetado pelo estúdio... Nós já tínhamos desenhado os carros, as armas... Lawrence Gordon e Lloyd Levin tinham assinado como produtores em janeiro de 1997. Foi oferecido o papel do protagonista a Mark Wahlberg, mas a aprovação para o início das filmagens continuava incerta.
Em abril de 2000 foram iniciadas as negociações com Jet Li para que ele interpretasse Kato com o cachê de 5.2 milhões de dólares mais 5% da bilheteria. Dark Horse Entertainment e Charles Gordon indicaram Larry Gordon e Lloyd Levin para produtores. Christopher McQuarrie tinha escrito um roteiro em junho de 2000, mas como continuava incompleto em outubro, Li acertou para trabalhar em The One mas permanecia ligado a The Green Hornet. Após gastos de quase 10 milhões de dólares em desenvolvimento desde 1992, a Universal ofereceu os direitos de  The Green Hornet em novembro de 2001, quando Li e os produtores não estavam mais envolvidos. Paramount e Columbia Pictures mostraram interesse mas a Miramax Films assumiu os direitos em um negócio de aproximadamente 3 milhões de dólares, segundo a Variety. Em maio de 2003 o Estúdio negociava com as fabricantes de automóveis para a construção do Black Beauty ("Beleza Negra", o carro do Besouro Verde). Variety notou que o negócio atingiria a cifra recorde de 35 milhões.
Em fevereiro de 2004, o presidente da Miramax Harvey Weinstein contratou o cineasta e quadrinista Kevin Smith para escrever e dirigir o filme. Jon Gordon e  Hannah Minghella eram agora os produtores, com Harold Berkowitz e George Trendle, filho do co-criador do personagem, como produtores executivos.
Smith indicou Jake Gyllenhaal para ser o protagonista em março de 2004. Em meados de novembro daquele ano, ele afirmara que tinha escrito cerca de 100 páginas e estimado outras 100 para completar o trabalho. Em fevereiro de 2006, foi anunciado que Smith estava fora do projeto. Smith vendeu seu roteiro original para uma versão em quadrinhos, a Dynamite Entertainment lançou a série Green Hornet em onze edições publicadas em 2010.
Em março de 2007, o produtor Neal H. Moritz que tentara durante anos adquirir os direitos do personagem, finalmente o conseguiu e a Columbia Pictures entrou na produção. Em julho de 2007 Seth Rogen foi indicado para ser o protagonista além de co-escrever o roteiro com seu frequente colaborador Evan Goldberg. A Columbia também contratou Rogen como produtor executivo de The Green Hornet. Em julho de 2007, Rogen afirmou que o roteiro não estava finalizado mas adiantava que o filme teria o estilo "dupla de amigos" com muito humor, como Lethal Weapon e 48 Hrs.. Em setembro de 2008, a Columbia Pictures anunciou o filme e a contratação do astro de Hong Kong Stephen Chow para dirigir e co-estrelar como Kato. Chow desistiu da direção no mês seguinte alegando incompatibilidades criativas. Em 24 de fevereiro de 2009, a Columbia Pictures anunciou Michel Gondry para dirigir o filme, com Chow permanencendo como Kato. Gondry voltava assim ao projeto, depois de ter trabalhado na versão de 1997 a ser filmada pela Universal Pictures que acabou desistindo.
Chow saiu de vez do projeto em julho de 2009. Em agosto foi substituído pelo cantor taiwanense Jay Chou. O Estúdio contatou então Nicolas Cage para ser o vilão mafioso, e Cameron Diaz para o papel de Lenore Case (no programa original ela era chamada de "Leonore"). Cage não acertou a participação.
Os produtores queriam que Van Williams, que interpretara o Besouro Verde na série de TV dos anos de 1960, fizesse uma participação especial como o guarda do cemitério, mas o ator não estava disponível. as filmagens começaram em 2 de setembro de 2009

## Produção

### Locações
O produtor Neal H. Moritz considerou filmar The Green Hornet em Detroit, Michigan, Nova Iorque e Louisiana, mas ficou com Los Angeles, Califórnia como o cenário principal. O apartamento de Kato ficou em Chinatown, Los Angeles e outras locações na cidade foram no distrito de Sun Valley, Holmby Hills (especificamente a mansão "Fleur de Lys" como cenário da residência de Reid), Bel-Air, Hawthorne e vários cenários centrais, incluindo o prédio da prefeitura e o Los Angeles Times Building.

### Carros

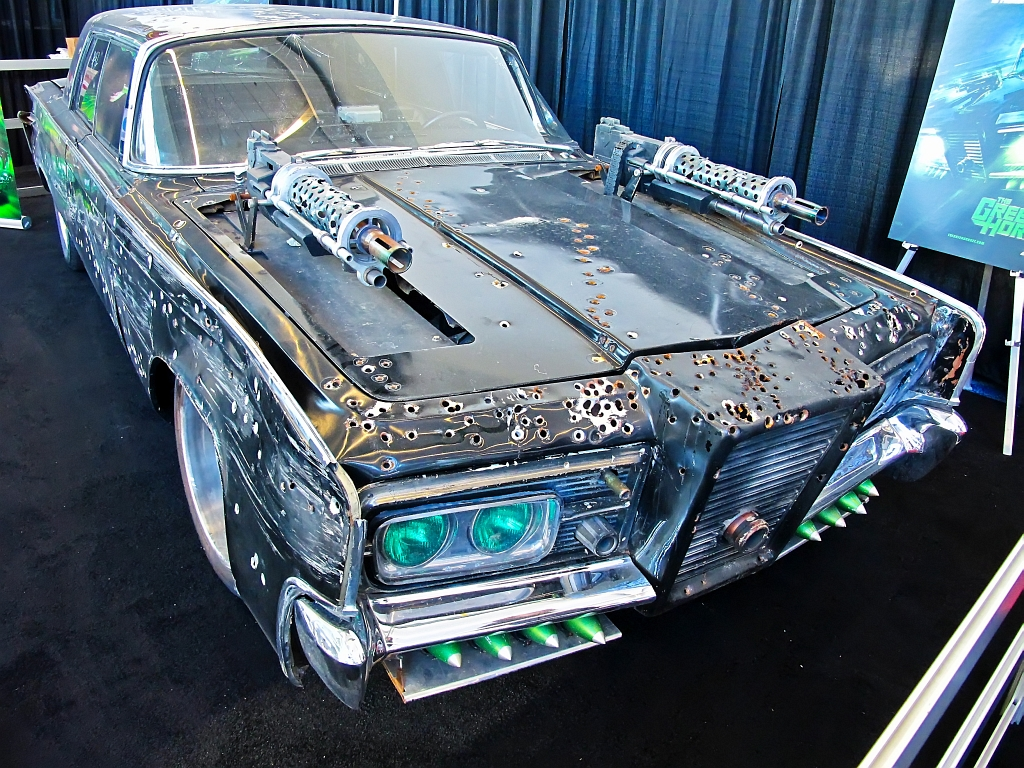
Um modelo do "Black Beauty" usado no filme

A produção modificou 29 Imperial Crown sedans, modelos de 1964 a 1966, para serem usados como o luxuoso super-carro "Black Beauty". 26 carros foram destruídos durante a produção, sobrando apenas três.

## Recepção

### Crítica
The Green Hornet recebeu críticas variadas. No site Rotten Tomatoes o filme possui um indíce de aprovação de 44%, baseado em 214 criticas, com uma média de 5.2/10. Por comparação do Metacritic, o filme tem uma aprovação de 39/100, baseado em 39 críticas.

### Bilheteria
O filme The Green Hornet alcançou aproximadamente 11,1 milhões de dólares no primeiro dia de exibição e, no primeiro final de semana, 33,5 milhões. Obteve um faturamento de US$ 227.817.248 mundialmente.